# إلياس جودا دوراند
إلياس جودا دوراند (بالإنجليزية: Elias Judah Durand)‏ هو عالم حشرات وعالم نبات أمريكي، ولد في 20 مارس 1870 في كاناندياجو في الولايات المتحدة، وتوفي في 29 أكتوبر 1922.